# Draché
Draché è un comune francese di 710 abitanti situato nel dipartimento dell'Indre e Loira nella regione del Centro-Valle della Loira.

## Società

### Evoluzione demografica
Abitanti censiti

## Monumenti e luoghi d'interesse
Si trova qui un menir di 4 metri, detto La pierre percée o Menhir des Arabes, e forse il più alto della Turenna.